# Per Sörensson (skolman)
Per Kristian Sörensson, född den 18 november 1885 i Frillestads församling, Malmöhus län, död den 22 september 1933 i Lund, var en svensk skolman och historiker. Han var son till Per Sörensson.
Sörensson avlade filosofie kandidatexamen vid Lunds universitet 1905 och filosofie licentiatexamen 1909. Han promoverades till filosofie doktor där sistnämnda år och blev docent i historia samma år. Sörensson blev krigsarkivarie 1919 samt lektor i historia och modersmålet i Ystad 1921 och i Lund 1926. Han invaldes som ledamot av Samfundet för utgivande av handskrifter rörande Skandinaviens historia 1911 och av Vetenskapssocieteten i Lund 1931. Bland hans skrifter märks Sverige och Frankrike 1715–1718 (I–III, 1909–1921) och Kejsaren, Sverige och de nordiska allierade (I–IV, 1927–1930). Sörensson vilar på Östra kyrkogården i Lund.